# Otto Goldschmidt

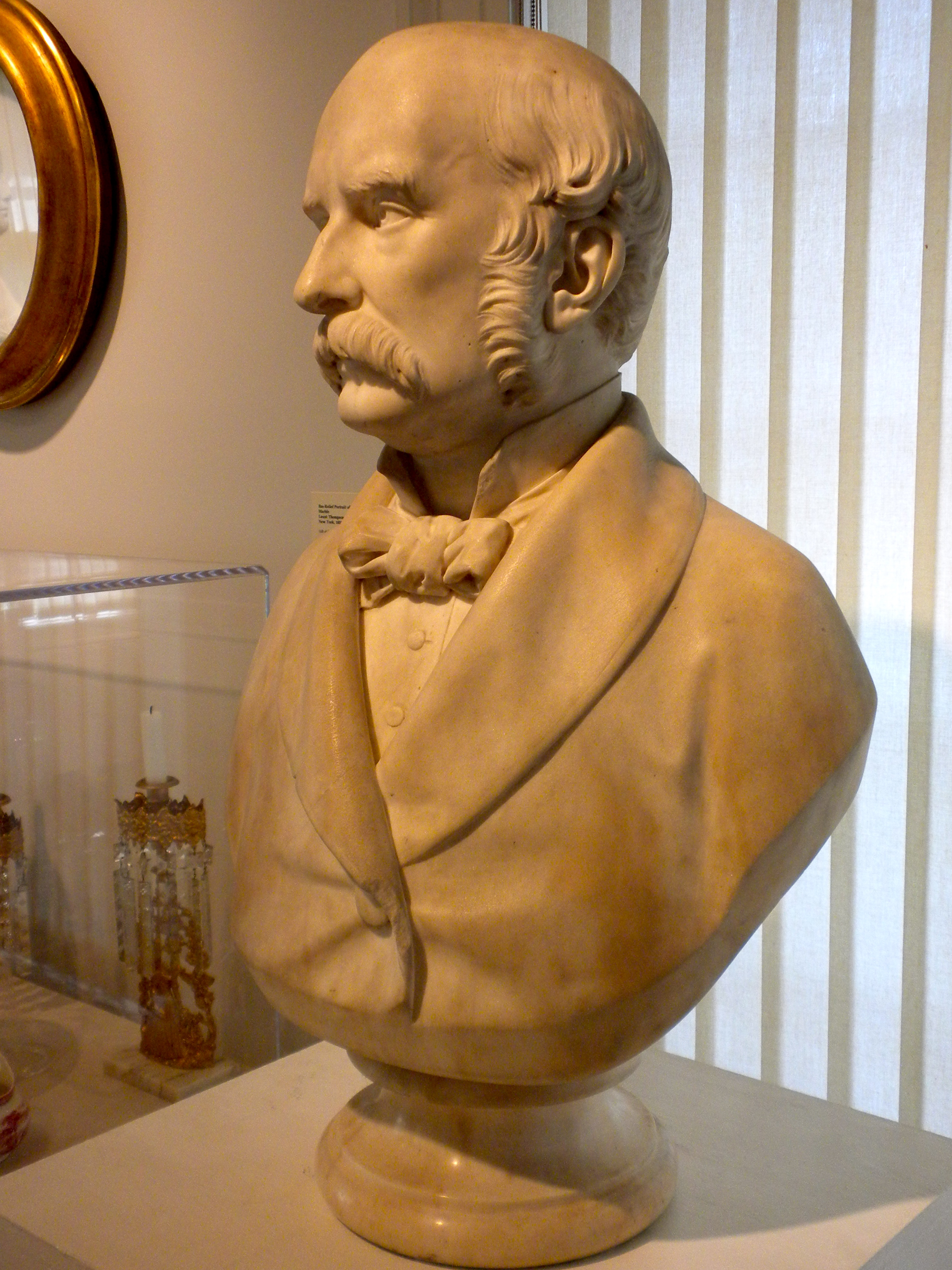
Otto Goldschmidt. Byst av Joseph Durham, 1877.

Otto Moritz David Goldschmidt, född den 21 augusti 1829 i Hamburg, död den 24 februari 1907 i South Kensington i London, var en tysk pianist, tonsättare och dirigent.
Goldschmidt var son till köpmannen Moritz David Goldschmidt och Johanna, född Schwabe, som var en framträdande kvinnosakskvinna. Föräldrarna tillhörde reformjudendomen. Han utbildade sig vid musikkonservatoriet i Leipzig under Felix Mendelssohn och Moritz Hauptmann samt studerade 1848 för Frédéric Chopin i Paris. 
År 1851 åtföljde han som pianist den svenska sångerskan Jenny Lind till USA och ingick 1852 äktenskap med henne, varvid han konverterade till kristendomen. Makarna vistades i Dresden, Düsseldorf och Hamburg, tills de 1858 bosatte sig nära London. Makarna fick tre barn 1853, 1857 respektive 1861.
Goldschmidt blev 1863 professor vid Royal Academy of Music i London och 1866 dess vice föreståndare. Han dirigerade stora tyska musikfester, stiftade 1876 Bachkören i London och ledde den med stor framgång till 1885. 
Kompositioner av honom är den bibliska idyllen Ruth (1867), som bygger på den gammaltestamentliga boken med samma namn, en pianokonsert, en trio samt pianostycken och sånger. Han invaldes 1865 som ledamot av Kungliga Musikaliska Akademien i Stockholm.